# Andrena quadrimaculata
Andrena quadrimaculata is een vliesvleugelig insect uit de familie Andrenidae. De wetenschappelijke naam van de soort is voor het eerst geldig gepubliceerd in 1921 door Heinrich Friese.